# Buffalo Bill’s

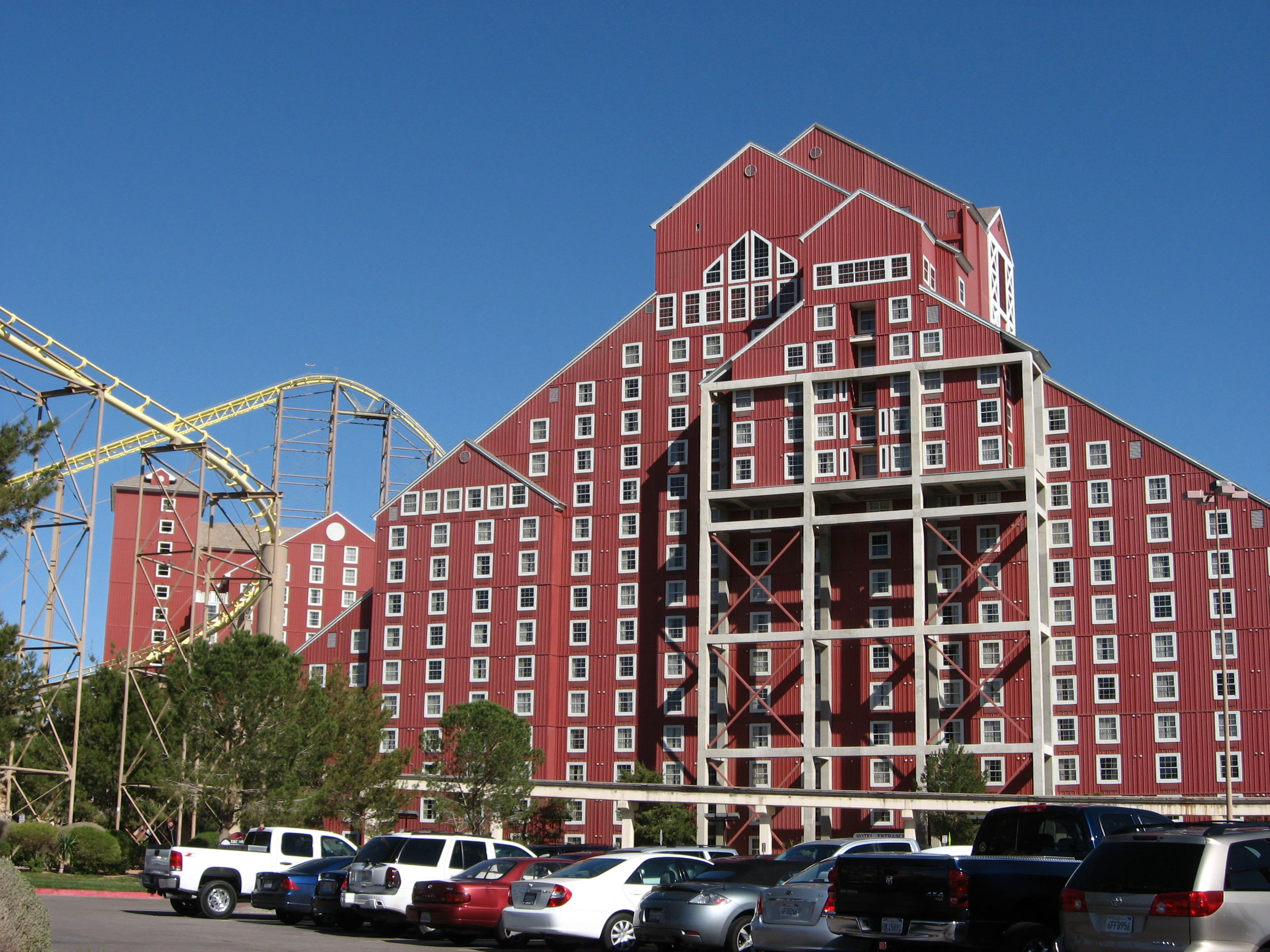
Buffalo Bill’s Hotel und Casino in Primm, Nevada, Vereinigte Staaten, 2009

Buffalo Bill’s ist ein Hotel und Casino in Primm, Nevada, Vereinigte Staaten, an der kalifornischen Staatsgrenze. Es gehört zu den Primm Valley Resorts, deren Eigentümer und Betreiber Affinity Gaming ist. Es verfügt über 1242 Gästezimmer und Suiten. Das Hotel beherbergt die inzwischen geschlossene Achterbahn Desperado mit einer Fallhöhe von 225 Fuß (69 Meter), eine Wildwasserbahn, sowie einen Pool in Form eines Büffels. Das Hotel-Casino verfügt über zwei Türme mit Hotelzimmern: den Annie Oakley Tower (A Tower) und den Buffalo Bill Tower (B Tower). Das Resort ist nach Buffalo Bill benannt.
Das Casino verfügt über 1700 Spielautomaten und Tischspiele. Das Buffalo Bill’s beherbergt auch die Star of the Desert Arena, eine Arena mit 6500 Plätzen, die für Konzerte genutzt wird. Das Resort wurde im März 2020 aufgrund der COVID-19-Pandemie geschlossen. Im Dezember 2022 wurde es nach Renovierungsarbeiten wiedereröffnet. Seit Juli 2025 ist das Resort dauerhaft geschlossen.

## Geschichte
Das Casino wurde am 14. Mai 1994 mit 592 Hotelzimmern eröffnet. 1995 wurde der zweite Turm hinzugefügt.
Am 10. April 2007 wechselten die Primm Valley Resorts von ursprünglichen Besitzer MGM Resorts International zu Herbst Gaming.
Herbst Gaming verfolgte eine Marketingstrategie, die vor allem kalifornische Latinos ansprechen sollte. Dazu gehörten spanischsprachige Händler, Charterbusfahrten aus dem Inland Empire, Konzerte des Norteña-Musikers Ramón Ayala und ein mexikanisches Restaurant mit Ayalas Namen.
Die Innen- und Außenräume des Casinos wurden in dem Film Showdown mit Peter Weller, Dennis Hopper und Tia Carrere in den Hauptrollen verwendet.
Im März 2019 eröffnete Cuca’s Mexican Food, das ursprünglich aus Redlands, Kalifornien, stammt, seinen ersten Hotelstandort in Nevada im Buffalo Bill’s. Dieses Restaurant ist eine Erweiterung der Marke, die 6 Standorte im Inland Empire von Kalifornien hat. Laut Cuca’s Webseite ist das Restaurant nur mehr bei Konzerten und Events offen.
Das Buffalo Bill’s wurde im März 2020 aufgrund der COVID-19-Pandemie geschlossen. Es wurde renoviert, unter anderem mit einem neuen Restaurant und neuen Spielautomaten, am 23. Dezember 2022 wiedereröffnet.

## Straßenbahn nach Primm Valley
Eine Straßenbahn verbindet das Buffalo Bill’s mit dem nahe gelegenen Primm Valley Resort. Die mehrteilige Straßenbahn wurde nach dem UniTrak-Standard entworfen. Trotz ihres Namens fährt die Straßenbahn eigentlich auf zwei Schienen. Jeder Wagen bietet Platz für 24 Personen; die vierteiligen Züge können 96 Personen ohne Stehplätze aufnehmen. Das System kann 2200 Personen pro Stunde und befördern. Jede Straßenbahn wird von einem Zugbegleiter überwacht, obwohl die Straßenbahn von einem Computer gesteuert wird.
Nach dem Aussteigen an der Haltestelle Primm Valley Resort können die Fahrgäste in eine kostenlose einteilige Straßenbahn umsteigen, die über die I-15 zum Whiskey Pete’s fährt, obwohl der Anschluss einen Spaziergang durch das gesamte Hotel erfordert.